# ژوزه روماو
ژوزه روماو (پرتغالی: José Romão؛ زادهٔ ۱۳ آوریل ۱۹۵۴) مربی فوتبال اهل پرتغال است.
از باشگاه‌هایی که در آن بازی کرده‌است می‌توان به ویتوریا گیمارش و پنافیل اشاره کرد.